# 멕시코 요리

타코

멕시코 요리(Mexico 料理, 스페인어: cocina mexicana 코시나 메히카나[*])는 북아메리카 남부에 있는 멕시코의 요리이다. 강하면서도 다양한 향과 다채로운 장식, 많은 향신료로 유명하다.

## 요리
스페인 정복자들이 멕시코 고대 아즈텍 문명에 이르렀을 때 그들은 원주민들의 식단이 호박이나 콩 위주의 야채라는 것을 알게 되었다. 이에 스페인 군인들은 자국에서 들여온 쌀과 쇠고기, 돼지고기, 닭고기, 와인, 마늘, 양파 등과 멕시코 일대에서 나던 재료들을 결합하기 시작하였다. 원래 멕시코에는 초콜릿, 옥수수, 토마토, 바닐라, 아보카도, 파파야, 파인애플, 고추, 고구마, 땅콩, 생선류와 칠면조 등이 있었다.
오늘날의 멕시코 요리는 거의 대부분 이러한 고대 역사에 입각하여 전통 방식으로 이어가고 있다. 즉, 아즈텍과 마야 문명이 일궈낸 음식 양식과 스페인 사람들에 의해 들어온 풍습이 동시에 섞여있다고 하면 될 것이다. 께사디야(스페인어: Quesadilla)라는 음식에는 멕시코 식 치즈와 쇠고기, 닭고기, 돼지고기 등을 한데 볶아서 만든 토르티야이다. 옥수수 또르띠야와 밀 또르띠야가 있다. 또한 풋고추나 매운 고추, 브로콜리, 무 등 다양한 야채에서 육류까지 들어가다보니 색감이 잘 드러난다.
멕시코 요리에는 카리브해 연안 일대의 영향도 많이 나타난다. 특별히 베라크루즈(Veracruz) 일대와 유카탄반도 일대에 이러한 현상이 두드러진다. 프랑스의 멕시코 정복 또한 많은 영향을 남겼다. 볼리요bolillo라는 빵은 프랑스식 빵을 멕시코 사람들이 자국화한 것으로 추측된다. 적게는 필리핀의 영향도 나타나는데 1565년에서 1815년까지 마닐라와 아카풀코를 통해 무역이 있었기 때문이다.
아주 토속적인 음식이 있다면 이구아나, 뱀, 사슴, 거미원숭이와 심지어는 몇몇 곤충으로 요리하는 것도 있으며 대개는 고대 아즈텍 문명과 마야 문명 때부터 전해 내려오는 요리 방식이다.

## 향토 음식
멕시코 요리는 각 지방의 지리나 기후가 많이 차이가 나는데다 인구 밀도에 있어서 과거 스페인 정복자의 영향이 많이 나타났기 때문에 그 특성이나 재료 사용이 제각각이다. 북쪽에서는 쇠고기를 쓴 육류 요리가 강세를 보이는 반면 남쪽에서는 강한 향신료와 야채, 닭고기를 한데 어우러서 먹는 방식을 많이 쓴다. 해산물은 멕시코만과 태평양이 만나는 지역에서 많이 잡혀서 그 지방에서 많이 맛 볼 수 있다.

## 음료

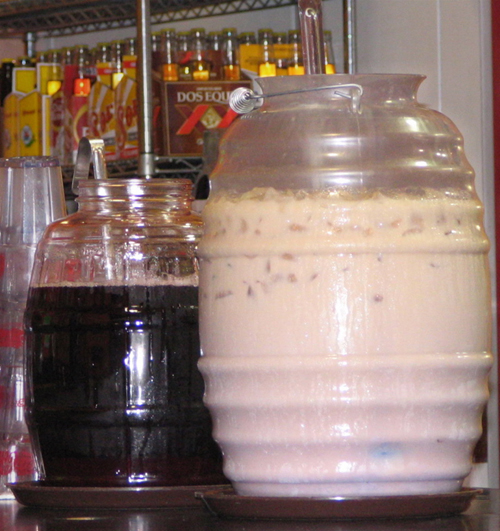

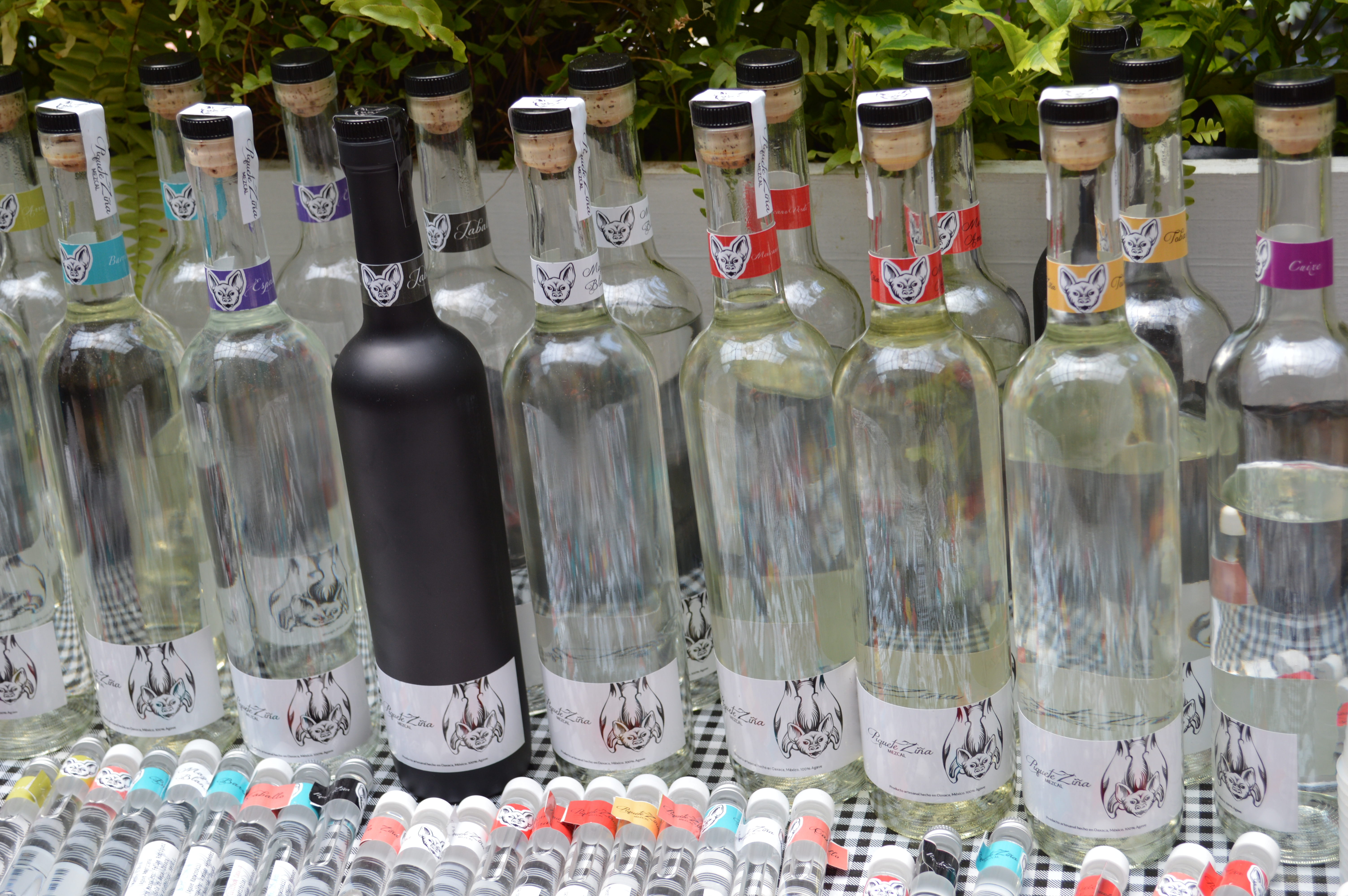

멕시코에서는 몇몇 유명한 술과 음료가 있다. 가장 대표적인 것이 테킬라이다. 테킬라는 블루 아가베의 잎은 모두 잘라내고 피냐라고 불리는 몸통만 찐 다음 즙을 내서 발효한 뒤 증류한 독특한 술이다. 먼저 잔을 받은 다음에 손등에 레몬 즙을 뿌린다. 다음에 소금을 뿌려준다. 그러면 테킬라를 한 잔 마시고 금방 손등에 뿌린 것을 핥아 먹는다.
또 마게이 혹은 아가베라고 불리기도 하는 용설란 술인 뿔께(pulque) 있는데 멕시코의 원주민들이 당분이 많은 아가베(Agave)의 수액을 발효시켜 만들던 것으로 현재도 그 명맥이 유지되고 있다.

## 나라별 현황

### 미국
멕시코 요리는 미국 남서부 지방에 많은 영향을 주었지만 텍사스 주 일대의 멕시코 요리와 본토 요리의 맛은 확연히 차이가 난다고 볼 수 있다. 때문에 캘리포니아-멕시코 식, 텍사스-멕시코 식 요리가 있다. 또한 뉴멕시코 주에서 볼 수 있는 멕시코 식 요리도 이에 속한다.
미국 전역에서 멕시코 요리를 볼 수 있기는 하지만 거의 멕시코 자체의 향과 재료를 볼 수 있는 재료를 쓰지 않는다. 특별히 남부 지방 - 플로리다주, 캘리포니아, 뉴멕시코, 텍사스 일대에는 멕시코인과 히스패닉계열의 인구가 많아서 많은 식당이 있다.

### 대한민국
전국에서 멕시코 요리를 하는 곳이 늘어났다. 2007년에는 미국의 패밀리 레스토랑 온더보더가 해외 진출로는 처음 한국에 진출해 영업 중이다. 2010년에는 타코벨이 한국에 재진입해 서울과 안양, 인천에서 성업 중이다. 스낵류도 나초칩류 이외에 롯데제과에서 타코스 스낵을 내놓고 있다.

## 같이 보기
- 라틴 아메리카 요리